# Marshall (Texas)
Pour les articles homonymes, voir Marshall.
Marshall est une ville des États-Unis dans le nord-est de l'État du Texas.
Marshall comptait 23 523 habitants en 2010. Elle a été fondée en 1841 dans la république du Texas. Marshall est la ville principale dans le comté de Harrison. En décembre, un festival des lumières est célébré.

## Transports
Marshall possède un aéroport (Harrison County Airport, code AITA : ASL), ainsi qu'une gare Amtrak avec des trains vers Chicago et vers Los Angeles.

## Personnalités
- Anne Ector Pleasant pédagogue américaine, opposée au XIXe amendement est née à Marshal en 1878. Elle passe son enfance dans cette ville, avant d'aller étudier à Anchorage.

- George Foreman, boxeur, est né à Marshall en 1949.

## Source
- (en) Cet article est partiellement ou en totalité issu de l’article de Wikipédia en anglais intitulé « Marshall, Texas » (voir la liste des auteurs).